# Кубок мира по спортивной акробатике 1991
8-й кубок мира по спортивной акробатике проводился в городе Токио (Япония) в мае 1991 года.

## Результаты

### Мужские акробатические прыжки

#### Многоборье
| Ранг | Команда              | Страна | Очки  |
| ---- | -------------------- | ------ | ----- |
| 1    | Алексей Крыжановский | СССР   | 29,70 |
| 2    | Чен Бо               | Китай  | 29,59 |
| 3    | Евгений Иванов       | СССР   | 29,50 |

### Мужские пары

#### Многоборье
| Ранг | Команда                             | Страна   | Очки  |
| ---- | ----------------------------------- | -------- | ----- |
| 1    | Чень Вын, Чень Бао Хуань            | Китай    | 29,73 |
| 1    | Геннадий Церищенко, Юрий Степчанков | СССР     | 29,73 |
| 3    | Румен Лачков, Владимир Енчев        | Болгария | 29,20 |

### Мужские группы

#### Многоборье
| Ранг | Команда                                                     | Страна         | Очки  |
| ---- | ----------------------------------------------------------- | -------------- | ----- |
| 1    | Игорь Якушов, Важа Амбролидзе, Иван Чернов, Дмитрий Усанов  | СССР           | 29,46 |
| 2    | Генрих Крамб, Мануэль Мессер, Крис Муравски, Давид Муельман | ФРГ            | 28,79 |
| 2    | Йэн Люк, Грэхем Стоукс, Марк Хикен, Ричард Тейлор           | Великобритания | 28,79 |

### Женские акробатические прыжки

#### Многоборье
| Ранг | Гимнаст           | Страна         | Очки  |
| ---- | ----------------- | -------------- | ----- |
| 1    | Наталья Кадатова  | СССР           | 29,46 |
| 2    | Робер Кристель    | Франция        | 29,36 |
| 3    | Филиппа Мьюзикент | Великобритания | 28,98 |

### Женские пары

#### Многоборье
| Ранг | Команда                         | Страна   | Очки  |
| ---- | ------------------------------- | -------- | ----- |
| 1    | Елена Дрожжина, Зульфия Алимова | СССР     | 29,59 |
| 1    | Милена Дачева, Филка Стоикова   | Болгария | 29,59 |
| 3    | Сонг На, Су Хон                 | Китай    | 29,33 |

### Женские группы

#### Многоборье
| Ранг | Команда                                         | Страна | Очки  |
| ---- | ----------------------------------------------- | ------ | ----- |
| 1    | Оксана Родина, Татьяна Сетчевич, Елена Кандзюба | СССР   | 29,70 |
| 2    | Лю Ни, Ван Лили, Чай Ичао                       | Китай  | 29,49 |
| 3    | Фан Хёок, Чан Хёок, Ли Ёнгчу                    | КНДР   | 29,13 |

### Смешанные пары

#### Многоборье
| Ранг | Команда                            | Страна | Очки  |
| ---- | ---------------------------------- | ------ | ----- |
| 1    | Наталья Редькова, Евгений Марченко | СССР   | 29,70 |
| 1    | Ю Джи, Жу Хайинг                   | Китай  | 29,70 |
| 3    | Магдалена Сиран, Томаш Смела       | Польша | 29,25 |